# جيف ديسلوريرز
جيف ديسلوريرز هو لاعب هوكي جليد كندي، ولد في 15 مايو 1984 في سان جان سور ريشليو في كندا.

## وصلات خارجية
- جيف ديسلوريرز على موقع دوري الهوكي الوطني (الإنجليزية)
- جيف ديسلوريرز على موقع قاعة مشاهير الهوكي (لاعب أن.إتش.أل) (الإنجليزية)
- جيف ديسلوريرز على موقع EliteProspects.com (الإنجليزية)
- جيف ديسلوريرز على موقع Eurohockey.com (الإنجليزية)
- جيف ديسلوريرز على موقع HockeyDB.com (الإنجليزية)
- جيف ديسلوريرز على موقع Hockey-Reference.com (الإنجليزية)